# Macintosh Quadra 900
A Macintosh Quadra 900 asztali számítógépet az Apple gyártotta és forgalmazta 1991. október 21. és 1992. május 18. között 7 hónapon keresztül.  A Macintosh Quadra 900 a Macintosh Quadra számítógép-családba tartozott.

## Története
A Quadra 900-t a Quadra 700 mellett a Quadra sorozat első, Motorola 68040 processzort használó számítógépeként mutatták be, hogy felvegye a versenyt az IBM-kompatibilis, Intel i486DX hajtott számítógépekkel. A Quadra 900-at hajtó 25 MHz-es 68040 processzor integrált FPU-t is tartalmazott. A Quadra 900 az első olyan Apple számítógép, amely minitorony házat kapott. A minitorony az 1980-as években elterjedt, fekvő asztali házak alternatívájává vált.
A Quadra 900 jobban bővíthető volt, mint a Quadra 700, de 7200 dollárba került. A Quadra 900 memóriája 256 MB-ig volt bővíthető bővíthető, ami csillagászati mennyiség abban az időben, amikor egy átlagos középkategóriás rendszert 2–4 MB-tal szereltek fel. A nagy RAM és tárolókapacitás, valamint az öt NuBus bővítőhely és a gyors, 25 MHz-es processzor igen hasznos számítógéppé tette tudományos vagy tervezési munkákhoz. A közepes toronyház kialakítása egyetlen 5,25 hüvelykes meghajtó helyet kínált. Ez eredetileg szalagos biztonsági mentési meghajtó helye volt, de gyakran a CD-ROM vagy a SyQuest meghajtó beépítésére is felhasználták.
A Quadra előlapján új, három állású billentyűzár volt. Off állásban a gépet nem lehet bekapcsolni. Biztonságos módban a hajlékonylemez-meghajtó és az ADB-port le volt tiltva, ami bizonyos fokú adatvédelmet kínál, a harmadik állásban a Quadra korlátozás nélkül volt használható.
A Quadra 900 telepített Power Macintosh frissítési kártyával esetén a Quadra 900 50 MHz-en működött.

## Technikai leírás
A bézs színű gép súlya 11,5 kg, magassága 472 mm, szélessége 226 mm és mélysége 523 mm volt. A Quadra 900 számítógépet egymagos 25 MHz-es Motorola 68040 processzor vezérelte (L1 cache: 8kB), a rendszerbusz 25 MHz-en működött. A teljesítményt integrált FPU co-processzor növelte. Az adatokat a 160MB belső merevlemezre lehetett elmenteni. Külső adattárolási lehetőséget az 1,44-es hajlékonylemez meghajtó (floppy-drive) kínált. Adatok beolvasását tette lehetővé a kétszeres sebességű CD-olvasó. A gépet System 7.0.1 operációs rendszerrel szállította az Apple. A gépet beépített memória nélkül gyártották, maximálisan 156MB (80ns) kezelésére volt képes a gyári specifikáció szerint, a bővítéshez 16 hely (slot) állt rendelkezésre. A számítógépnek nem volt saját kijelzője. A külső kijelzőt 1MB videó-memória támogatta.Videójel kimenetet egy DB–15 csatlakozó biztosított. Csatlakozók: egy AAUI-15, egy ADB, két soros port, egy DB-25 SCSI-hoz, kijelzőhöz egy DB-15. A gép bővíthetőségét szolgálta öt NuBus bővítőhely. Külső SCSI merevlemez csatlakoztatására is volt lehetőség.

## A számítógép adatai
A táblázat nem tartalmazza az összes műszaki paramétert. Az egyes modelleknél a bemutatáskor érvényes adatokat soroljuk fel, a későbbi frissítéseket nem. Az eszköz technikai paraméterei a MacTracker alkalmazásból származnak.
| Gép nevebemutatva kivezetve             | Méretmagasság szélesség mélység súlySzín | Processzorprocesszor órajel, mag L1 és L2 cache társprocesszor | Háttértármerevlemezkülső adathordozó | Eredeti operációs rendszer | Memóriaalap max. @sebességhely     | Kijelzőmérete felbontása | Grafikakártyamemória kimenet | CsatlakozókEthernet, ADB, soros, SCSI, párhuzamos, FDD, kijelző, hang be/ki, belső mikrofon, hangszóró | Bővíthetőségkártyahelybelső öbölkülső csatlakozó |
| --------------------------------------- | ---------------------------------------- | -------------------------------------------------------------- | ------------------------------------ | -------------------------- | ---------------------------------- | ------------------------ | ---------------------------- | --- | ------------------------------------------------ |
| Quadra 9001991. okt. 21. 1992. máj. 18. | 472 mm 226 mm 523 mm 11,5 kg bézs        | Motorola 68040 @25 MHz és 1 mag L1 8kB, integrált FPU          | 160MB HDD 2xCD-ROM 1,44 floppy       | System 7.0.1               | nincs alap max: 256MB @80ns16 hely | nincs kijelző            | 1MB 1 DB–15                  | * AAUI-15 (Ethernet) * 1 ADB * 2 soros * 1 D–25 (SCSI) * 1 DB-15 (külső monitor) * beépített hangszóró | * 5 NuBus* SCSI (külső)                          |

## Macintosh Quadra számítógépek az időben
| A Macintosh Quadra számítógépek idővonalon |
| --- |
| A színek kezdete a bemutató időpontja, a forgalmazás több esetben is hónapokkal később kezdődött. Megeshet, hogy egy csík végét kitakarja egy másik csík eleje. Előfordul, hogy a gyártás befejezését követően még egy ideig forgalomban marad a gép adott verziója. |